# Joe Leonard

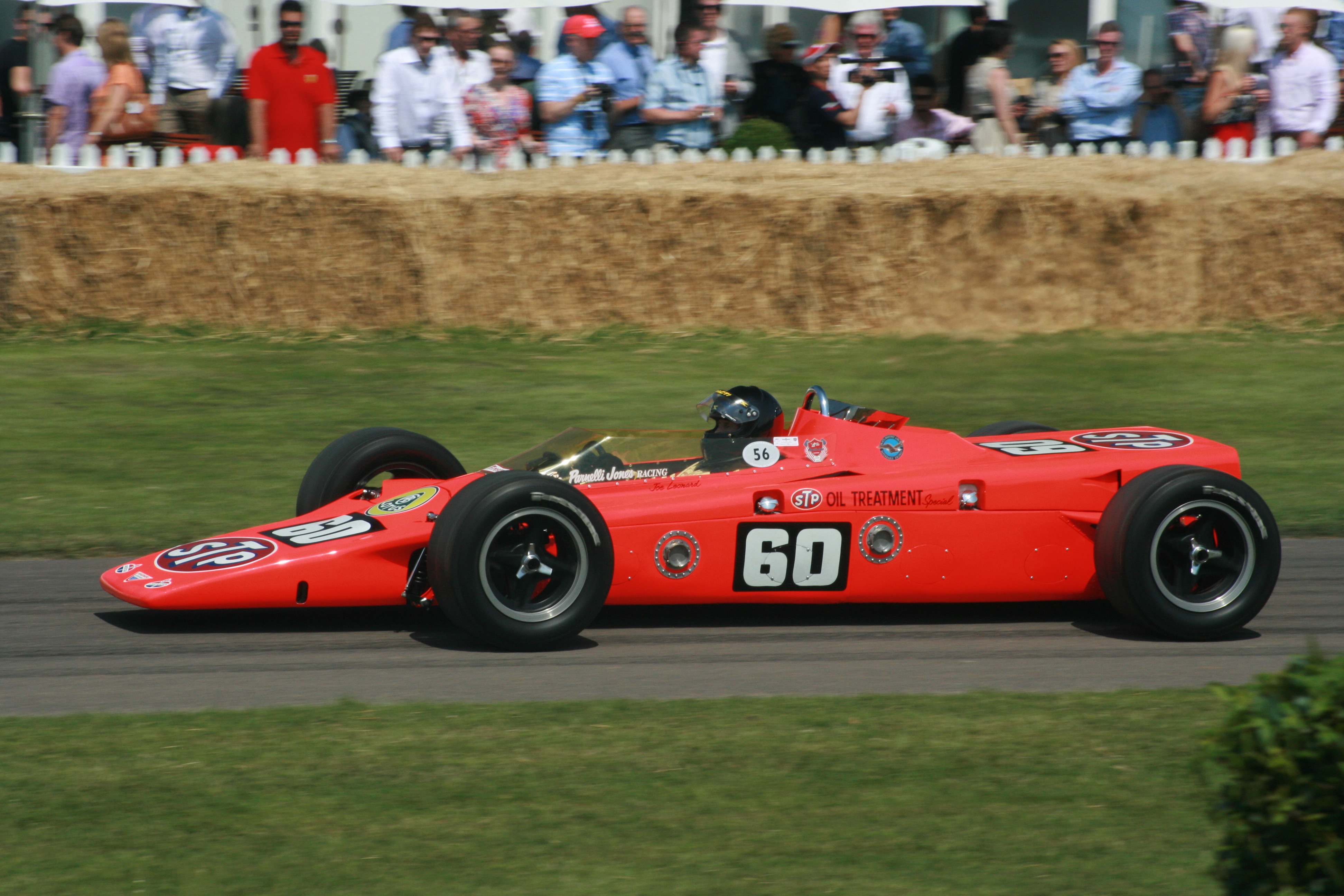
Lotus-Pratt & Whitney Goodwood que pilotó Joe Leonard en las 500 Millas de Indianápolis de 1968

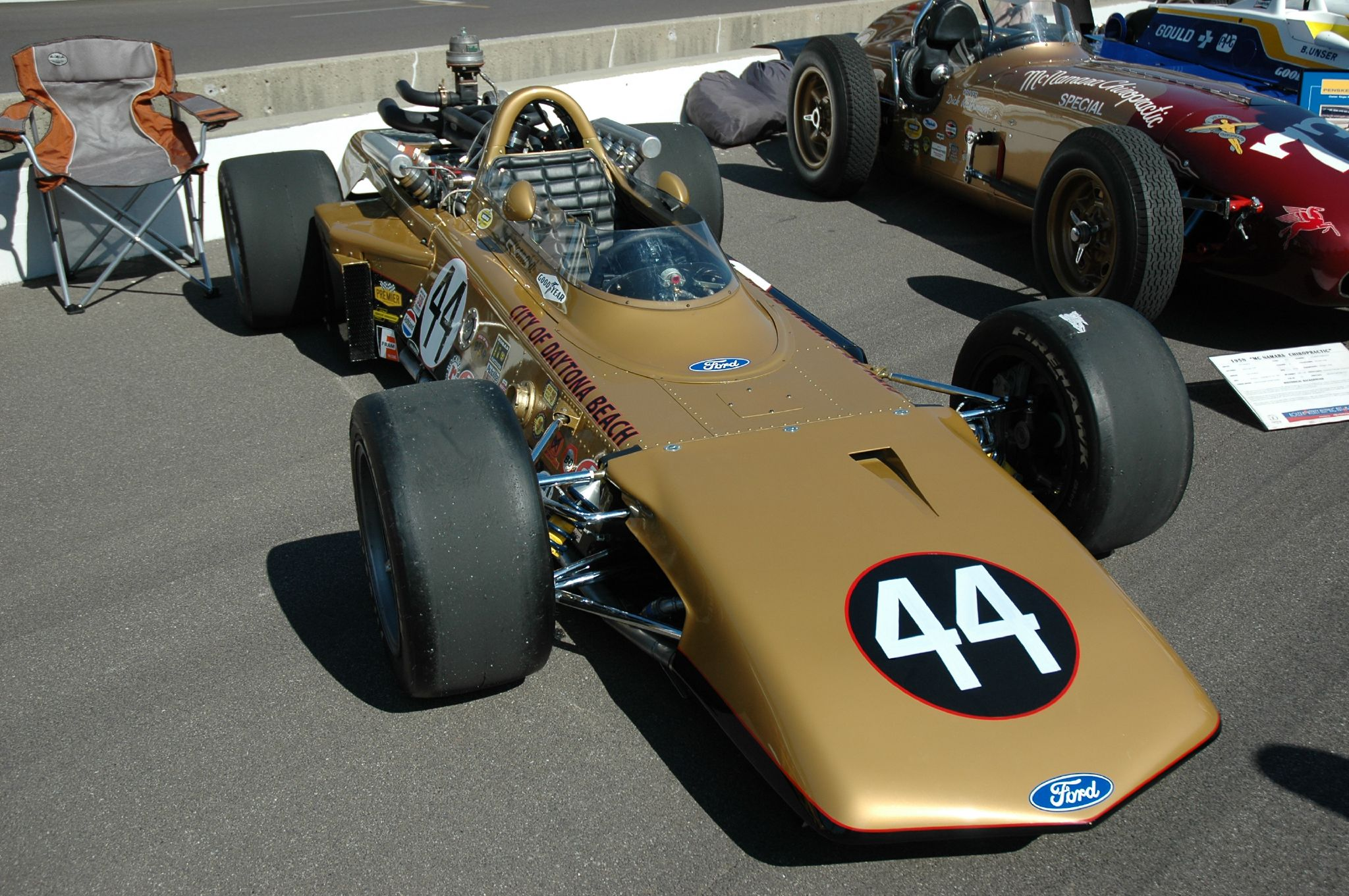
Eagle-Ford que pilotó Joe Leonard en las 500 Millas de Indianápolis de 1969

Joe Leonard (San Diego, 4 de agosto de 1932-San José, 27 de abril de 2017) fue un piloto de automovilismo y motociclismo estadounidense. Disputó el Campeonato Nacional del USAC entre 1964 y 1974, donde logró seis triunfos, 19 podios y 37 top 5 en 98 carreras. Obtuvo dos títulos en 1971 y 1972, el cuarto puesto de campeonato en 1966 y el sexto en 1965. Sus mejores actuaciones en las 500 Millas de Indianápolis fueron dos terceros lugares en 1967 y 1972 y un sexto en 1969; también obtuvo la pole position en 1968 con récords de vuelta.
Por otra parte, Leonard obtuvo tres títulos en la AMA Grand National en 1954, 1956 y 1957. el piloto acumuló un total de 27 triunfos en dicha categoría, que combinaba carreras de distinto tipo. Entre ellos, se destacan dos triunfos en las 200 Millas de Daytona de 1957 y 1958, y siete en Peoria.

## Carrera deportiva
En su juventud, Leonard corrió en motociclismo en San Diego, luego en San Francisco con la marca Triumph, y más tarde en San José con Harley-Davidson. En 1953 comenzó a correr a nivel nacional en la categoría de expertos, logrando cuatro triunfos.
Leonard resultó campeón de la AMA Grand National en 1954 con Harley-Davidson, logrando ocho triunfos en 18 carreras. Luego resultó tercero en 1955, y campeón en 1956 y 1957. Ante el dominio de Carroll Resweber, Leonard fue subcampeón en 1958, 1960 y 1961, y quinto en 1959.
El piloto corrió en motociclismo por última vez en 1961, y pasó al automovilismo. En 1964, fue Novato del Año del USAC Stock Car con la marca Dodge. A su vez, disputó cinco carreras del Campeonato Nacional del USAC, resultando quinto en Phoenix.
Leonard se unió al equipo All American Racers en la temporada 1965 de la USAC Champ Car. Con 32 años de edad, abandonó en su debut en las 500 Millas de Indianápolis por falla mecánica. No obstante, logró su primera victoria en la categoría en Milwaukee, dos segundos puestos y cinco top 5 en nueve carreras disputadas, de modo que se ubicó sexto en el campeonato. Ese año , salvó la vida Mel Kenyon al rescatarlo de un incendio en su automóvil, tras un choque múltiple en la carrera de Langhorne.
El piloto corrió en la USAC Champ Car 1966 con All American Racers, y luego con Van Liew y Foyt. Acumuló tres terceros lugares y seis top 5 en diez carreras, por lo que culminó cuarto en el campeonato por detrás de Mario Andretti, Jim McElreath y Gordon Johncock.
En 1967, el californiano disputó la primera mitad de la USAC Champ Car con Foyt y la segunda con Parnelli Jones. Resultó tercero en Indianápolis, y obtuvo tres top 5 y diez top 10 en 13 apariciones. Así, quedó noveno en la tabla general.
Leonard siguió con el equipo de Parnelli Jones en 1968. Participó en las 500 Millas de Indianápolis con un Lotus 56-Pratt & Whitney equipado con motor de turbina. Obtuvo la pole position con un récord de velocidad promedio de 171,559 mph (276,097 km/h). Lideró 31 vueltas de la carrera, pero abandonó en la 192 por falla mecánica. Ese año consiguió un tercer puesto, un cuarto y seis top 10 en 13 carreras disputadas, de modo que terminó 21.º en el campeonato.
El piloto disputó solamente siete de 24 carreras de la USAC Champ Car 1969. Llegó sexto en las 500 Millas de Indianápolis con el equipo de Smokey Yunick, quinto en Phoenix con Parnelli Jones, y abandono en las restantes pruebas. De este modo, repitió el 21..eɽ puesto en la tabla general. Por otra parte, llegó octavo en la fecha de Mont-Tremblant de la CanAm con un McKee-Oldsmobile, y abandonó por choque en la Firecracker 400 de Daytona de la NASCAR Grand National Series con un Ford del equipo de Smokey Yunick.
En 1970 corrió solamente tres carreras de la USAC Champ Car con Vel's Parnelli Jones Racing, triunfando en el Clásico Rex Mays de Milwaukee.
El piloto volvió a correr regularmente en 1971 con el equipo de Parnelli Jones, ausentándose en solamente una de las 12 carreras de la USAC Champ Car. Triunfó en las 500 Millas de California en Ontario, llegó segundo en Milwaukee y las 500 Millas de Pocono, y consiguió cinco podios. Pese a abandonar en las 500 Millas de Indianápolis, obtuvo el título ante A. J. Foyt, Billy Vukovich Jr. y Al Unser entre otros.
En 1972, el piloto repitió el título en la USAC Champ Car ante Vukovich, Roger McCluskey y Al Unser, luego de triunfar en las 500 Millas de Pocono, Michigan y Milwaukee, obtener el tercer puesto en Indianápolis, y llegar entre los primeros cinco en nueve de diez carreras.
Continuando en el equipo de Parnelli Jones en 1973, el californiano obtuvo apenas dos quintos puestos, tres séptimos y ocho top 10. Sumado a sendos abandonos en Indianápolis y Ontario, quedó 15.º en la tabla de posiciones.
En las 500 Millas de California de 1974, un neumático reventó y el automóvil de Leonard impactó contra el muro, lo que le provocó lesiones graves en las piernas. Como consecuencia, el piloto se retiró de las carreras a la edad de 41 años.